# Federazione italiana dei cineforum
La Federazione italiana dei cineforum, anche conosciuta con l'acronimo FIC, è una associazione non a scopo di lucro volta alla divulgazione della cultura cinematografica, coprendo tutti i settori di questo ambito: dall'editoria alla divulgazione scientifica, dalla produzione alla distribuzione.
L'associazione è una delle 9 associazioni culturali senza scopo di lucro riconosciute a livello nazionale dal Ministero dei beni e delle attività culturali e del turismo – Direzione generale per il cinema nata all'interno del movimento dei Cine Club.
Dal 1961 la FIC è anche l'editore della rivista Cineforum, un mensile di critica e cultura cinematografica. È poi organizzatrice di un convegno di studi annuale composto di corsi in presenza, webinar e percorsi formativi per la scuola.